# Iulus sechellarum
Iulus sechellarum är en mångfotingart som beskrevs av Paul Gervais 1837. Iulus sechellarum ingår i släktet Iulus och familjen kejsardubbelfotingar. Inga underarter finns listade i Catalogue of Life.